# Zece negri mititei (film din 1987)
Zece negri mititei (în rusă Десять негритят, transliterat: Deseat negriteat) este un film polițist sovietic din 1987, inspirat din romanul omonim din 1939 al Agathei Christie și regizat de Stanislav Govoruhin după propriul scenariu. El este a patra adaptare cinematografică a romanului Zece negri mititei, după cele din 1945 (r. René Clair), 1965 (r. George Pollock) și 1974 (r. Peter Collinson).
Subiectul filmului îl constituie invitarea pe o insulă mică și izolată a zece persoane care nu se cunosc între ele, învinuirea lor de o voce înregistrată pe o placă de gramofon de moartea a cel puțin unei persoane și uciderea lor pe rând de un criminal nevăzut. Filmările au fost realizate în Crimeea, fiind folosite cele două conace renumite de pe teritoriul peninsulei: Cuibul Rândunicii din Gaspra și Palatul Voronțov de lângă Alupka.
Spre deosebire de producțiile britanice și americane, această ecranizare respectă cu fidelitate intriga romanului original și redă sfârșitul sumbru al cărții și nu sfârșitul mai optimist al adaptării teatrale realizate de Agatha Christie, care permite supraviețuirea a două personaje. Versiunea rusească pune accentul pe semnificația morală a crimelor, văzute ca un „act suprem de dreptate” împotriva unor ucigași ce scăpaseră nepedepsiți.
Criticii sovietici ai vremii au publicat recenzii nefavorabile, reproșându-i filmului că are un scop pur comercial și că nu se ridică, din acest motiv, la standardele artistice ale vremii. Cu toate acestea, filmul a atras un interes major al publicului cinefil din Uniunea Sovietică, fiind vizionat de 33,2 milioane de spectatori în anul lansării sale.

## Rezumat
Într-o zi fierbinte de la începutul lunii august, cândva pe la sfârșitul anilor 1930, opt persoane din diferite clase sociale (printre care un militar pensionar, un medic, o profesoară, un inspector de poliție, un judecător, o doamnă în vârstă) ajung pe o insulă mică și izolată din apropierea coastei comitatului Devon al Angliei, denumită „Insula Negrișorilor”. Fiecare are o invitație adaptată situației sale personale, cum ar fi o ofertă de angajare sau o vacanță neașteptată pentru sfârșitul verii. Cei opt oaspeți sunt întâmpinați de Thomas și Ethel Rogers, majordomul și bucătăreasa/menajera casei, care afirmă că gazdele lor – domnul Ulick Norman Owen și soția sa, doamna Una Nancy Owen, pe care încă nu i-au cunoscut personal – nu au ajuns, dar au lăsat instrucțiuni ca invitații să fie găzduiți acolo. Din cauza vremii care se înrăutățește, comunicarea cu continentul este întreruptă, iar ambarcațiunea care i-a adus pe oaspeți nu se mai poate întoarce. Musafirii sunt nevoiți să rămână pe insulă și să aștepte îmbunătățirea vremii.
În aceeași seară, după ce oaspeții se așază să ia masa, majordomul, urmând dispozițiile stăpânului său, pune la gramofon un disc în care o voce necunoscută îi acuză pe toți, inclusiv pe servitori, că sunt vinovați de moartea cel puțin a unei persoane și că au reușit până acum să scape de pedeapsa cuvenită. Oaspeții sunt surprinși de acuzațiile necunoscutului, pe care le neagă, și suspectează că misteriosul domn Owen, cel care i-a invitat acolo, este un personaj fictiv. La scurt timp, însă, tânărul Antony Marston moare otrăvit sub ochii celor prezenți. După un timp, cineva descoperă că una dintre cele zece figurine negre de pe tava din sufragerie a dispărut.
După ce menajera Ethel Rogers moare misterios în somn, oaspeții încep să bănuiască că domnul Owen i-a invitat acolo ca să-i omoare și încep să cerceteze toate cotloanele insulei pentru a afla unde se ascunde. Căutările de pe insulă nu au succes, iar uciderea generalului Macarthur îi determină pe supraviețuitori să creadă că ucigașul este unul dintre ei. În zilele următoare, majordomul Thomas Rogers și puritana Emily Brent sunt, de asemenea, uciși, potrivit versurilor unui cântecel pentru copii care sunt agățate pe pereții tuturor dormitoarelor. Odată cu moartea unei persoane dispare și o figurină neagră de pe tavă.
În ultima seară, judecătorul Wargrave este, de asemenea, ucis cu un foc de armă. În timpul nopții, dr. Armstrong iese din casă și dispare misterios. Convinși că medicul este criminalul, tânăra Vera Claythorne, inspectorul Blore și căpitanul Philip Lombard (care posedă un revolver) încearcă să rămână împreună. Totuși, după ce Blore cade în capcană și este ucis în urma căderii unui ceas greu, Vera și Philip găsesc cadavrul doctorului Armstrong. Cei doi își dau seama că sunt singurele persoane rămase în viață de pe insulă: femeia fură cu abilitate revolverul lui Lombard și, crezând că el este criminalul, îl împușcă. Vera intră apoi în casă și se închide în camera ei, unde găsește o funie înnodată agățată de tavan. Îi revin în minte câteva amintiri dureroase din trecutul ei, printre care și uciderea copilului de care a fost acuzată, și se spânzură.
Ușa camerei se deschide imediat după spânzurarea Verei, iar în pragul ușii apare judecătorul Wargrave, care dezvăluie spectatorilor cum a pregătit ani de zile acest „act suprem de dreptate” pentru a-i ucide pe criminalii nepedepsiți. El a cumpărat în secret insula, a găsit și adunat victimele și a început să le ucidă pe rând. S-a prefăcut, cu ajutorul dr. Armstrong, că este mort, l-a ademenit mai târziu pe medic în afara casei și l-a împins de pe stânci în apă și apoi s-a întors în cameră, așteptând ca evenimentele să se desfășoare conform planului. Atunci când planul a fost încheiat, judecătorul și-a pronunțat propria sentință și s-a împușcat în cap, pedepsindu-se pe sine însuși.

## Distribuție

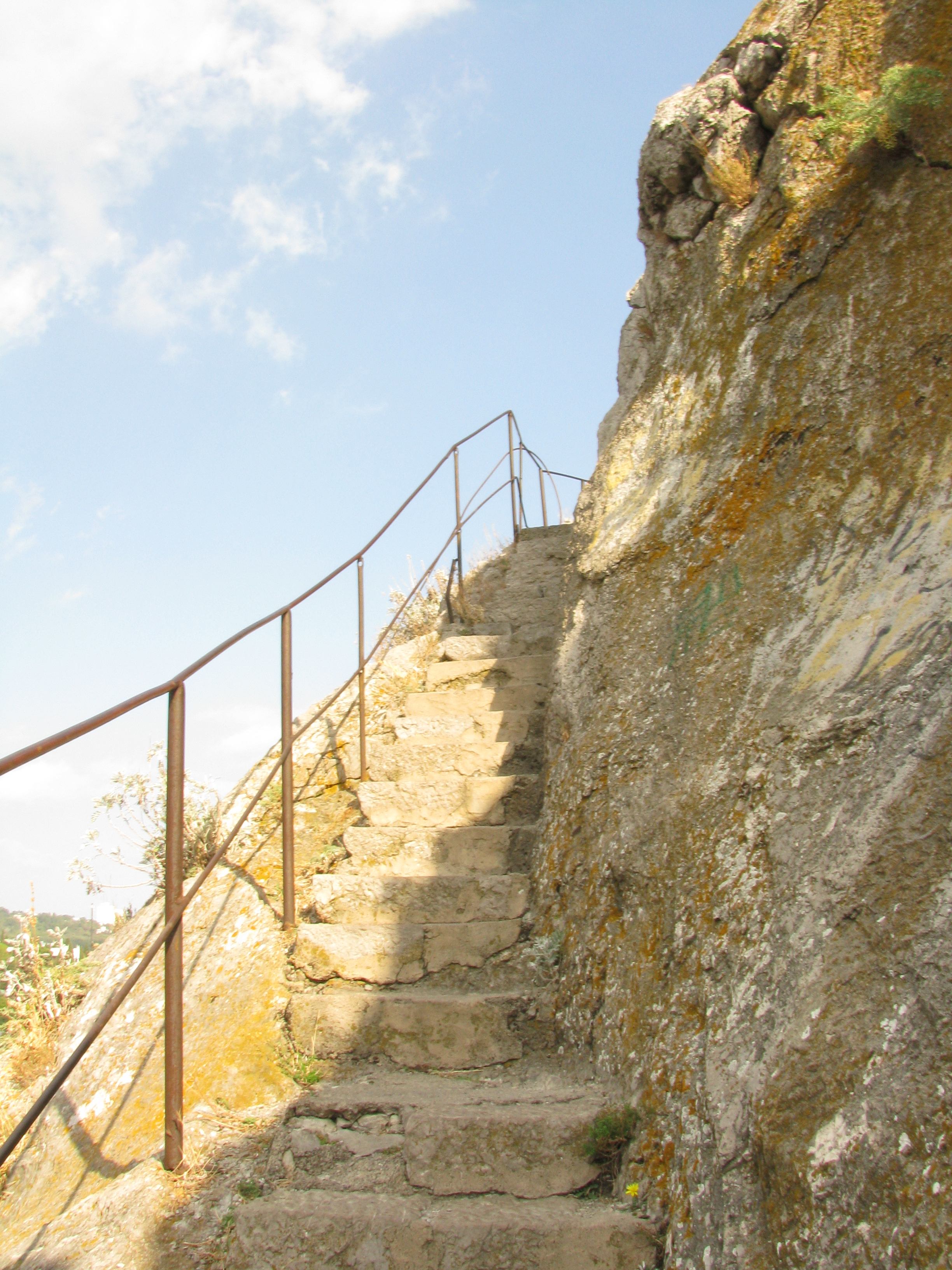
Scara de piatră de pe Stânca Diva

- Vladimir Zeldin — judecătorul Lawrence Wargrave,[3][4][20] acuzat că a contribuit la condamnarea la moarte a unui nevinovat[21]
- Tatiana Drubici — dra Vera Claythorne,[3][4][20] acuzată de moartea prin înecare a unui copil pe care-l avea în grijă[6][22]
- Aleksandr Kaidanovski — cpt. Philip Lombard,[3][4][20] acuzat de moartea a 21 de africani pe care i-a abandonat în timpul unei misiuni, furându-le toate proviziile[23]
- Aleksei Jarkov — inspectorul de poliție William Henry Blore,[3][4][20] acuzat că a depus o mărturie mincinoasă pentru condamnarea unui nevinovat, ce a murit apoi în închisoare[24]
- Anatoli Romașin — dr. Edward Armstrong,[4][20] acuzat că, operând băut, a cauzat moartea unui pacient[23]
- Liudmila Maksakova — dna Emily Brent,[3][4][20] acuzată că a cauzat indirect sinuciderea servitoarei sale, prin concedierea ei[23]
- Mihail Gluzski — generalul John Gordon Macarthur,[3][4][20] acuzat că l-a trimis intenționat într-o misiune sinucigașă pe un tânăr ofițer, care era amantul soției sale[23]
- Aleksei Zolotnițki — majordomul Thomas Rogers,[3][4][20] acuzat că, împreună cu soția sa, a lăsat-o să moară pe fosta lor stăpână, neoferindu-i ajutor[24]
- Irina Tereșcenko — menajera Ethel Rogers, soția lui Thomas,[3][4][20] acuzată că, împreună cu soțul ei, a lăsat-o să moară pe fosta lor stăpână, neoferindu-i ajutor[24]
- Aleksandr Abdulov — tânărul Anthony Marston,[3][4] acuzat că a călcat mortal, cu mașina, doi copii[25]
- Fiodor Odinokov — barcagiul Fred Narracott[3][20]
- Viktor Vențler — Hugo Hamilton, fratele mai mare al lui Cyril și iubitul Verei[3][26]
- Vladimir Jarikov — militar originar dintr-un trib est-african[3][26]
- Igor Iasulovici — vocea acuzatorului înregistrată pe o placă de gramofon (nemenționat)[26]
- V. Arjatkin (nemenționat)[3]
- D. Arșinov (nemenționat)[3]

## Producție

### Ecranizări anterioare

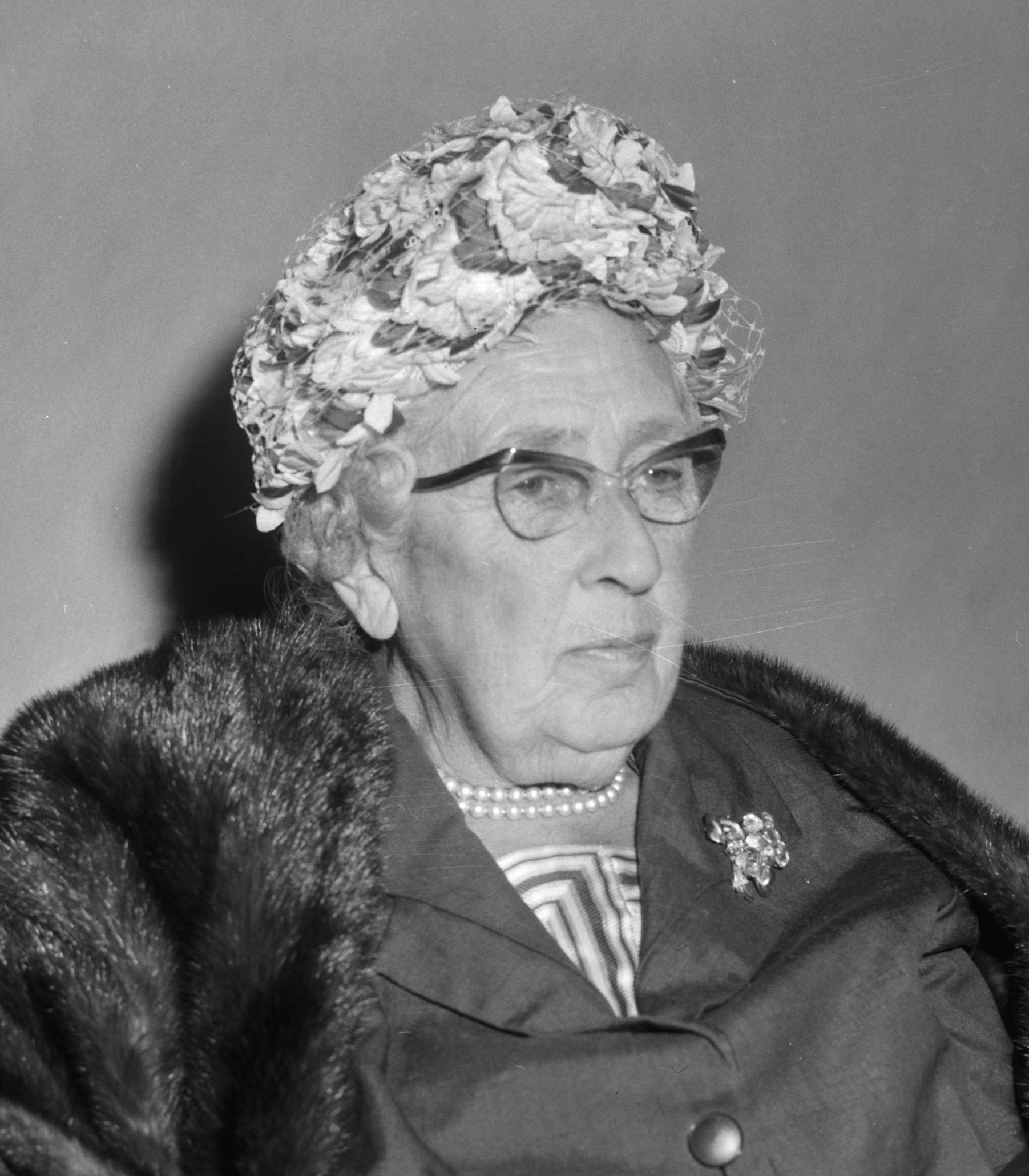
Scriitoarea Agatha Christie (1890–1976) în anul 1964

Romanul Zece negri mititei (1939) al Agathei Christie, care prezenta uciderea pe rând de către un necunoscut a zece oameni aflați pe o insulă izolată, a avut un mare succes comercial în Marea Britanie. Publicarea cărții în Statele Unite ale Americii s-a confruntat cu o problemă: titlul original al cărții era Ten Little Niggers și avea conotații rasiste, de aceea editorii au renunțat la titlul ce conținea cuvântul peiorativ și ofensator nigger și au publicat cartea sub titlul Și n-a mai rămas niciunul (And Then There Were None), iar „negrii” din cântecel și de pe tava cu figurine au fost înlocuiți cu „indieni”. Succesul cărții a fost imens: cartea a fost retipărită într-un număr mare de ediții, a depășit 100 de milioane de exemplare vândute la începutul anilor 2000 și a devenit cel mai bine vândut roman polițist din întreaga lume, transformându-se într-un roman clasic al genului polițist.
Titlul romanului a fost schimbat ulterior în tot mai multe țări în urma cererii companiei familiale Agatha Christie Ltd., care devenise proprietara drepturilor de autor a majorității cărților scrise de Agatha Christie, și a devenit Și n-a mai rămas niciunul, această schimbare fiind anunțată în anul 2020 de strănepotul Agathei Christie și justificată prin faptul că „nu mai trebuie să folosim termeni care riscă să rănească pe cineva”. Motivul schimbării titlului a fost prezența cuvântului „negri” (în original niggers), cu toate că nu există personaje de culoare în roman, în contextul extinderii mișcării woke care promova o politică de tip cancel culture prin care erau cenzurate acele creații literar-artistice acuzate că ar ofensa minoritățile rasiale, etnice sau sexuale. Această schimbare a provocat vâlvă la nivel mondial și a determinat luări de poziție pro sau contra. Unii oameni de cultură ca Andrei Cornea sau Daniel Cristea-Enache au susținut că această schimbare este unul din „excesele corectitudinii politice”, prin care se încearcă modificarea realității istorice, eliminarea ofenselor rasiste din trecut și reabilitarea în fața urmașilor victimelor. Andrei Cornea a catalogat această schimbare drept „o absurditate, un infantilism, o recădere nedemnă în vechea credință profund eronată în «autenticitatea» numelui”, comparând-o cu schimbarea denumirii lunilor anului de către conducătorii Revoluției Franceze din 1789, în timp ce Daniel Cristea-Enache a declarat că romanul Agathei Christie nu este unul rasist, iar schimbarea titlului este un exemplu de aplicare greșită a principiilor corectitudinii politice, care riscă să compromită această temă, făcând-o să pară ridicolă.
Între timp, intriga cărții a fost adaptată de Agatha Christie în 1943 într-o piesă de teatru, a cărei acțiune începe în cartierul West End din Londra. Autoarea a schimbat finalul acțiunii: spre deosebire de roman, în care toate cele zece personaje mureau în circumstanțe violente și aceste crime aparent inexplicabile erau explicate de ucigaș într-o scrisoare, în adaptarea dramatică supraviețuiesc două personaje, care încep o relație romantică. Piesa a avut premiera pe Broadway în anul 1945.
Povestea înfiorătoare a celor zece oaspeți de pe insula pustie a avut parte de mai multe ecranizări în decursul timpului, iar cea mai cunoscută și mai apreciată adaptare cinematografică este filmul And Then There Were None (1945), produs de compania americană Twentieth Century Fox, regizat de René Clair și avându-i pe Barry Fitzgerald și Walter Huston printre interpreți. Adaptarea americană este, în opinia criticilor, „elegantă, alertă și plină de suspans”, dar finalul ei este diferit de cel al romanului, fiind asemănător cu cel al piesei de teatru scrise de Agatha Christie în 1943, în care două personaje (Vera Claythorne și Philip Lombard) supraviețuiesc.
După două adaptări de televiziune (1949 și 1959), au fost realizate trei adaptări britanice intitulate Ten Little Indians sau And Then There Were None în 1965, 1974 și 1989, care au folosit piesa de teatru ca sursă de inspirație și au schimbat, de asemenea, numele personajelor și alte elemente ale poveștii. Acțiunea acestor trei ecranizări nu mai are loc pe coasta comitatului Devon (ca în roman), ci în diferite locuri: în Alpii Elvețieni (1965), la un hotel din Persia (1974) și într-un safari din Africa (1989). Cele trei adaptări au avut actori cunoscuți în distribuție: Hugh O'Brian și Christopher Lee (adaptarea alb-negru din 1959, regizată de George Pollock), Charles Aznavour, celebrul chansonnier francez, Orson Welles, Richard Attenborough și Gert Fröbe (adaptarea color din 1974, regizată de Peter Collinson) și Donald Pleasence (adaptarea anglo-americană din 1989, regizată de Alan Birkinshaw). Finalul acestor adaptări a fost unul fericit, în care există doi supraviețuitori ce reușesc să-l înșele pe ucigaș. Prima adaptare în limba engleză a romanului, care păstrează sfârșitul original, este miniserialul în trei episoade And Then There Were None, difuzat de BBC One în anul 2015. Acest miniserial, care are în distribuție actori de top preum Charles Dance, Aidan Turner și Sam Neill, nu este însă complet fidel poveștii originale.
În afara acestor ecranizări, au existat unele adaptări străine ale acestei operei literare a Agathei Christie, realizate în Germania, Italia, India, Japonia, care au respectat într-o măsură mai mare sau mai mică elementele originale. O adaptare germană de televiziune, intitulată Zehn kleine Negerlein și regizată de Hans Quest, a fost difuzată în premieră la 5 iulie 1969.

### Pregătiri
Cineastului sovietic Stanislav Govoruhin i-a venit ideea să realizeze o ecranizare a acestui roman al Agathei Christie încă din perioada studenției sale în anii 1960, dar, la acea dată, se credea că thrillerul nu este nici un gen potrivit și nici rentabil, motiv pentru care Comitetul de Stat pentru Cinematografie (Goskino) a refuzat să finanțeze proiectul. Deși romanele polițiste occidentale erau populare în Uniunea Sovietică, în special povestirile cu Sherlock Holmes (cineastul Igor Maslennikov a început să realizeze o serie de filme de televiziune foarte populare și apreciate de critici încă de la sfârșitul anilor 1970, cu Vasili Livanov în rolul detectivului britanic), adaptările operelor literare occidentale erau totuși destul de rare. Cu toate acestea, o primă adaptare a unui roman al Agathei Christie a avut loc în anul 1983, când a fost lansat filmul Taina ciornîh drozdov („Secretul mierlelor negre”) al lui Vadim Derbeniov, realizat după romanul Un buzunar plin cu secară (1953). Acțiunea acestui film este destul de fidelă romanului originar, în ciuda translatării ei în perioada contemporană, iar actrița estonă Ita Ever realizează o interpretare reușită a domnișoarei Marple.
Alegerea lui Mihail Gorbaciov în funcția de secretar general al PCUS și inițierea în cursul anilor 1980 a unei politici de glasnost („deschidere”) în Uniunea Sovietică a avut un impact semnificativ asupra cinematografiei sovietice prin slăbirea semnificativă a cenzurii, permițându-i astfel lui Govoruhin să realizeze o adaptare a romanului Agathei Christie pentru piața sovietică. Govoruhin devenise cunoscut în acea vreme prin realizarea unor versiuni în limba rusă ale unor opere literare occidentale precum Robinson Crusoe, Aventurile lui Tom Sawyer și Copiii căpitanului Grant. Conducătorii Comitetului de Stat al Cinematografiei de la Moscova (Goskino) și-au dat acordul, sperând să obțină venituri mari de pe urma vânzării biletelor de intrare în cinematografele autohtone.
Filmul a fost produs de Studioul Cinematografic din Odesa, al cărui colaborator frecvent era Govoruhin, și avea un scop pur comercial, urmărind să obțină venituri cât mai mari companiei de producție. Scenariul filmului a fost scris chiar de Govoruhin, care și-a asumat, de asemenea, sarcina de regizor, și avea la bază romanul Agathei Christie și nu piesa de teatru ulterioară. Cineastul a decis să păstreze numele englezești ale personajelor, sfârșitul sumbru al romanului și titlul original al acestuia (Zece negri mititei), ceea ce i-a determinat pe criticii occidentali să se refere ulterior la acest film cu titlul său original în limba rusă. Producția a fost coordonată de directorul Aleksandr Basaev și de redactorul Natalia Rîsiukova.

### Alegerea actorilor

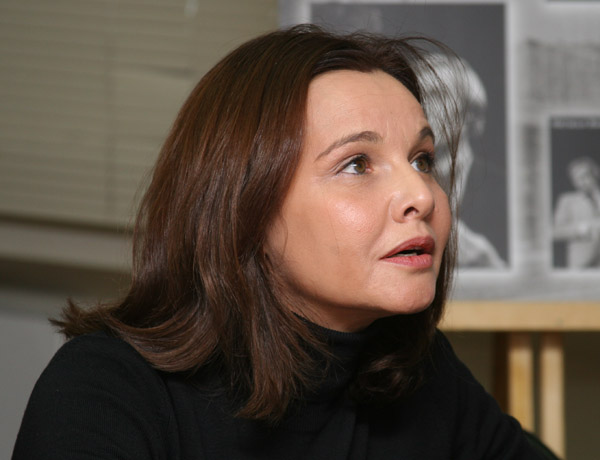
Tatiana Drubici, interpreta Verei Claythorne. Fotografie din 2011.

Realizatorii au adunat o distribuție de prim rang a cinematografiei sovietice de la acea vreme și au creat un decor britanic extravagant, respectând cu fidelitate intriga romanului. După cum a afirmat producătorul Aleksandr Basaev într-un interviu ulterior, Stanislav Govoruhin „a știut în proporție de 99% pe cine își dorea” înainte de începerea filmărilor și au fost trimise repede invitații pentru a obține colaborarea actorilor doriți.
Primul actor ales de Govoruhin și care a acceptat a fost Aleksandr Abdulov, care a primit rolul lui Anthony Marston. Regizorul îl cunoștea bine pe Abdulov, cu care colaborase la filmele Locul întâlnirii nu poate fi schimbat (1979) și În căutarea căpitanului Grant (1986), dar actorul s-a simțit jignit atunci când a realizat că avea puține replici și că personajul său era primul care moare și a refuzat să citească restul scenariului, iar în timpul filmărilor a încercat permanent să afle de la membrii echipei de filmare cine era ucigașul. Ignoranța lui Abdulov devenise subiect de amuzament pentru membrii echipei de filmare, care îl păcăleau mereu cu privire la autorul crimelor.
Rolul Vera Claythorne trebuia să fie interpretat inițial de Vera Glagoleva, care se afla în acea vreme la apogeul popularității sale în Uniunea Sovietică și a fost invitată în 1986 să participe la repetiții, dar Stanislav Govoruhin a ales-o în cele din urmă pe tânăra Tatiana Drubici, care nu era actriță profesionistă, ci medic, după ce Drubici a interpretat foarte bine acest rol în cursul repetițiilor cu ceilalți actori profesioniști. Govoruhin juca în acea perioadă, împreună cu Drubici, în filmul Assa (1987), regizat de Serghei Soloviov. Tatiana Drubici era soția lui Soloviov și nu a acceptat imediat rolul, vrând să-și consacre energia filmului Assa, iar, potrivit unui zvon, distribuirea ei în Zece negri mititei s-a datorat unei înțelegeri între Govoruhin și Soloviov, în care primul a acceptat să joace rolul principal masculin în filmul lui Soloviov, în timp ce al doilea „și-a împrumutat” soția pentru filmul lui Govoruhin. Glagoleva a fost furioasă atunci când a aflat decizia regizorului. Succesul acestui film a transformat-o pe tânăra Tatiana Drubici într-o vedetă de cinema.

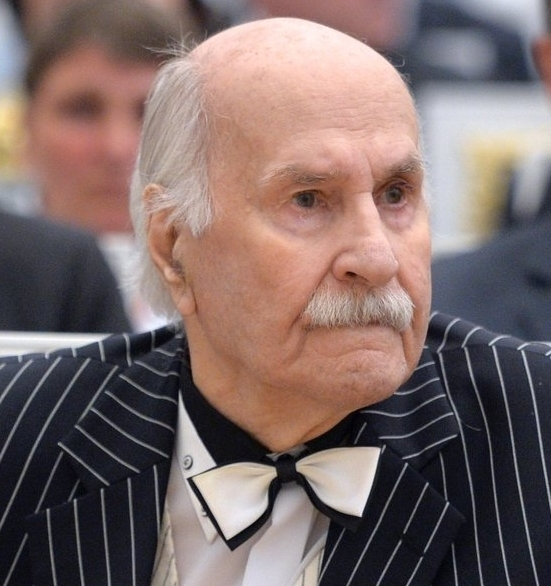
Vladimir Zeldin, interpretul judecătorului Wargrave. Fotografie din 2015.

Actrița Irina Tereșcenko (interpreta personajului titular din Marianna agentul 0555) fusese programată inițial să interpreteze rolul Emily Brent, unul dintre cele mai importante roluri din film, dar, după ce a ajuns la Odesa, a aflat că Govoruhin i-a oferit rolul Ethel Rogers, un rol secundar. Regizorul o alesese deja pentru rolul Emily Brent pe Liudmila Maksakova (cunoscută din A fost odată un moș și o babă), deși aceasta nu participase deloc la repetițiile inițiale. Nimeni nu a știut ce l-a determinat pe Govoruhin să-i ofere acest rol Liudmilei Masakova, în ciuda opoziției producătorilor, iar Masakova a provocat invidia Tatianei Drubici și Irinei Tereșcenko prin purtarea unor costume de bună calitate și a unor bijuterii scumpe.
Interpretul judecătorului Wargrave, Vladimir Zeldin, care era la origine actor de teatru și era cunoscut din Unchiul Vania (1970), a jucat pentru prima dată în cariera sa rolul unui criminal psihopat. Mai mulți actori (printre care Liudmila Masakova) au căutat să-l descurajeze să accepte rolul „judecătorului rău”, dar el a acceptat tocmai pentru că era un rol neobișnuit. Într-un interviu din 1998, actorul a declarat că împărtășea opiniile morale cu privire la pedeapsă ale judecătorului Wargrave. În timpul filmărilor, el a uitat adesea textul, ceea ce se datora faptului că actorii de teatru sovietici vedeau filmul ca o activitate actoricească suplimentară și mai puțin valoroasă. Alte roluri au fost atribuiți unor actori reputați ai cinematografiei sovietice precum Anatoli Romașin (prototipul intelectualului rus, care era cunoscut din filme ca Mai tare ca moartea, Piesă neterminată pentru pianină mecanică sau Agonia), Mihail Gluzski (interpretul bătrânului Luka din Azilul de noapte) și Aleksei Jarkov (cunoscut din filmul Torpilorii). Rolul majordomului Thomas Rogers a fost considerat de unii critici drept cel mai mare rol din cariera lui Aleksei Zolotnițki.
Dintre toți actorii invitați de Govoruhin, Aleksandr Kaidanovski a fost singurul care a refuzat rolul oferit. Criticul de film Maria Bezruk a explicat ulterior că atitudinea actorului i s-a părut complet naturală, având în vedere că Kaidanovski era o mare vedetă sovietică (mai ales după ce interpretase rolul titular din Călăuza lui Andrei Tarkovski) și era obișnuit să joace roluri de eroi, în timp ce aici i s-a oferit rolul unui dezertor laș care și-a abandonat camarazii pentru a se salva. Kaidanovski a început să refuze roluri foarte devreme și, la un moment dat, a acceptat să joace în filme doar atunci când avea nevoie de bani; acesta a fost, până la urmă, principalul motiv pentru care Kaidanovski a fost de acord să interpreteze rolul căpitanului Philip Lombard. El a primit pentru acest film suma de 4.500 de ruble. Având o personalitate temperamentală, actorul a cauzat mari probleme în timpul filmărilor și s-a certat adesea cu conducătorii hotelurilor unde a fost cazat, deoarece nu a vrut să respecte regulile.

### Filmări

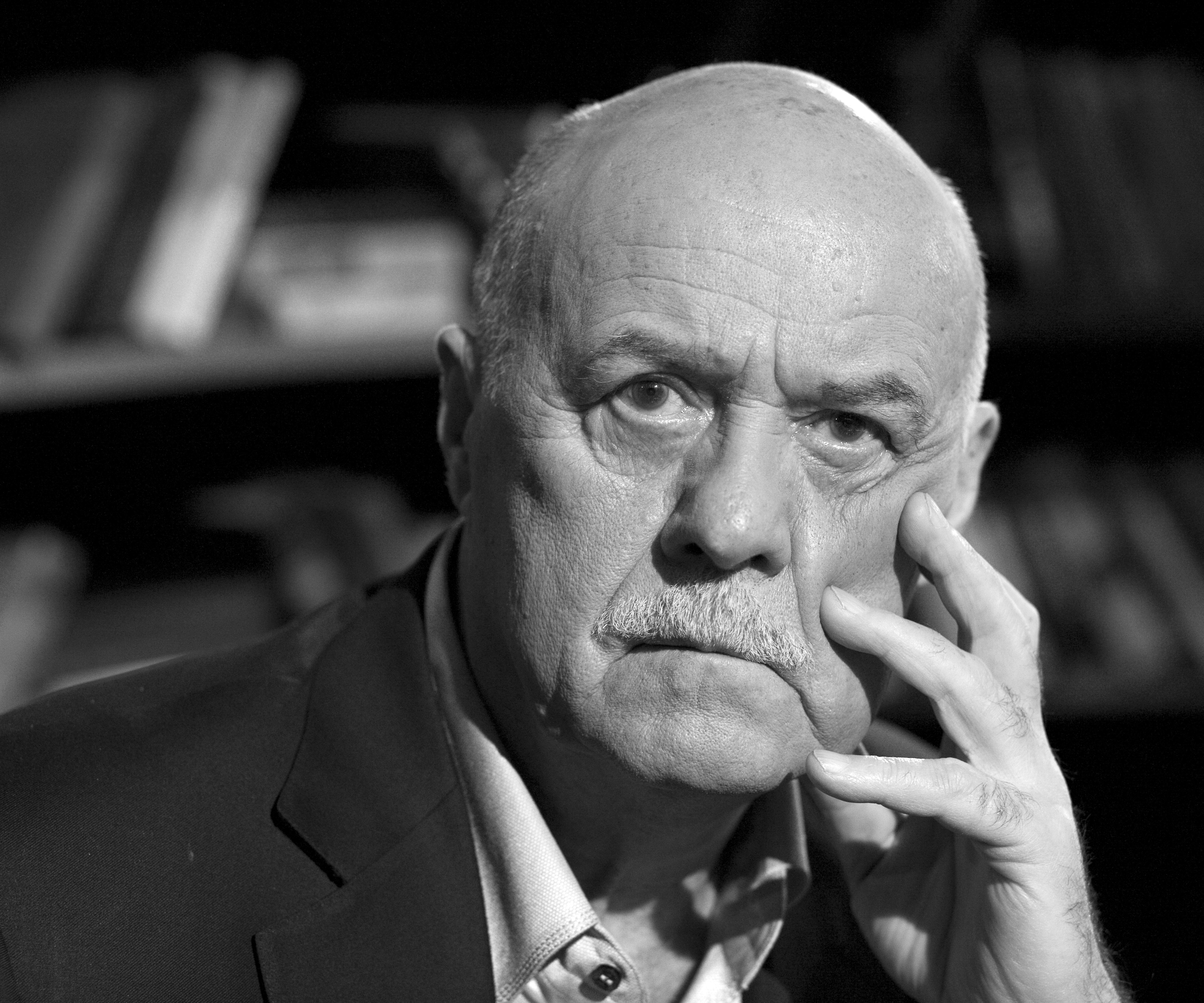
Cineastul Stanislav Govoruhin în 2008

Filmările au avut loc pe peliculă color în a doua jumătate a anului 1986, sub coordonarea directorului de imagine Ghennadi Engstrem. Govoruhin a încercat să realizeze o adaptare de epocă fidelă operei literare de inspirație în loc să o transpună în perioada contemporană așa cum făcuseră creatorii versiunilor din 1965 și 1974 și a urmărit să creeze o atmosferă terifiantă cu mijloace minime, căutând să transmită creșterea treptată a tensiunii în sufletele spectatorilor. Scenele interioare au fost filmate pe platourile Studioului Cinematografic din Odesa, care au fost special concepute și construite pentru nevoile filmului, iar scenele exterioare au fost filmate în Crimeea. Decorurile au fost proiectate de Valentin Ghiduleanov și costumele au fost create de designera Natalia Harnas, reconstituind cu atenție mediul tipic englezesc de la sfârșitul anilor 1930.
Transpunerea acțiunii din Anglia mohorâtă și friguroasă în Crimeea însorită a impus filmarea scenelor exterioare în luna noiembrie, când cerul este înnorat, furtunile și ploile sunt dese, iar marea este agitată. Govoruhin a petrecut mult timp în căutarea celor mai potrivite locații de filmare, fiind interesat să reconstituie cât mai autentic atmosfera cărții Agathei Christie. Conacul domnului Owen a fost o construcție din lemn pe schelet metalic ridicată sub coordonarea scenografului Valeri Pavlotos pe o stâncă aflată în apropierea Cuibului Rândunicii. Rafalele puternice de vânt au smuls adesea panourile din lemn, care au trebuit instalate din nou și consolidate. Alte secvențe exterioare au fost filmate la cele două conace renumite ale peninsulei: Cuibul Rândunicii de pe Stânca Avrorina⁠(ru)[traduceți] din Gaspra și Palatul Voronțov⁠(en)[traduceți] de lângă Alupka. Cuibul Rândunicii a fost acoperit la rândul său cu panouri din placaj (a fost modificată ușa și a fost construită o fereastră în dreapta intrării) pentru a fi mai greu recunoscut. Camera mare cu șemineu unde se adună periodic oaspeții supraviețuitori se află în Palatul Voronțov. Filmarea de la distanță a stâncii Avrorina de pe Capul Ai-Todor⁠(ru)[traduceți] din Gaspra s-a făcut prin folosirea perspectivei forțate pentru a crea iluzia că acțiunea are loc pe o insulă. Insula Negrilor care apare de câteva ori văzută de la distanță este, de fapt, un model redus, care a fost filmat într-o piscină.
Scena plecării ambarcațiunii de la începutul filmului a fost filmată în Evpatoria, la debarcaderul de pe cheiul Tereșkova, ca și o parte a călătoriei, înainte ca barca să ajungă la Stânca Diva⁠(ru)[traduceți], unde a fost filmată scena urcării treptelor care duc spre partea de sus a insulei. Treptele de piatră care duc până la intrarea în conacul domnului Owen au fost filmate pe scara lungă și abruptă cu balustrade subțiri de pe Stânca Diva, aflată în apropierea orășelului Simeiz. Scena în care William Henry Blore îl caută pe ucigaș a fost filmată pe balconul Sanatoriului Jemciujina din Gaspra. Înaintarea căpitanului Lombard printr-o mlaștină din jungla africană a fost organizată pe terenul unei stații de epurare a apelor uzate.
Filmarea ecranizării Zece negri mititei a avut loc în paralel cu filmarea la Ialta a filmului cult Assa (1987) al lui Serghei Soloviov, în care Govoruhin juca rolul principal, alături de Tatiana Drubici, interpreta Verei. Din cauza filmărilor la Assa, Govoruhin a fost nevoit la un moment dat să lipsească, iar actorii au vrut să plece, fiind opriți de Liudmila Maksakova care a preluat sarcinile de regizor. În timpul filmărilor, Govoruhin juca adesea șah în camera alăturată, fără a coordona personal filmările. Ulterior, Liudmila Maksakova a explicat că regizorul avea o mare încredere atât în actorii săi, care erau în mare parte profesioniști cu experiență, cât și în echipa tehnică, așa că nu a considerat necesar să dirijeze fiecare moment al filmărilor. Govoruhin, care era și actor, are o apariție chiar la începutul filmului, când se poate vedea în reflexie că el este persoana misterioasă care aranjează figurinele care au jucat un rol simbolic important în poveste.

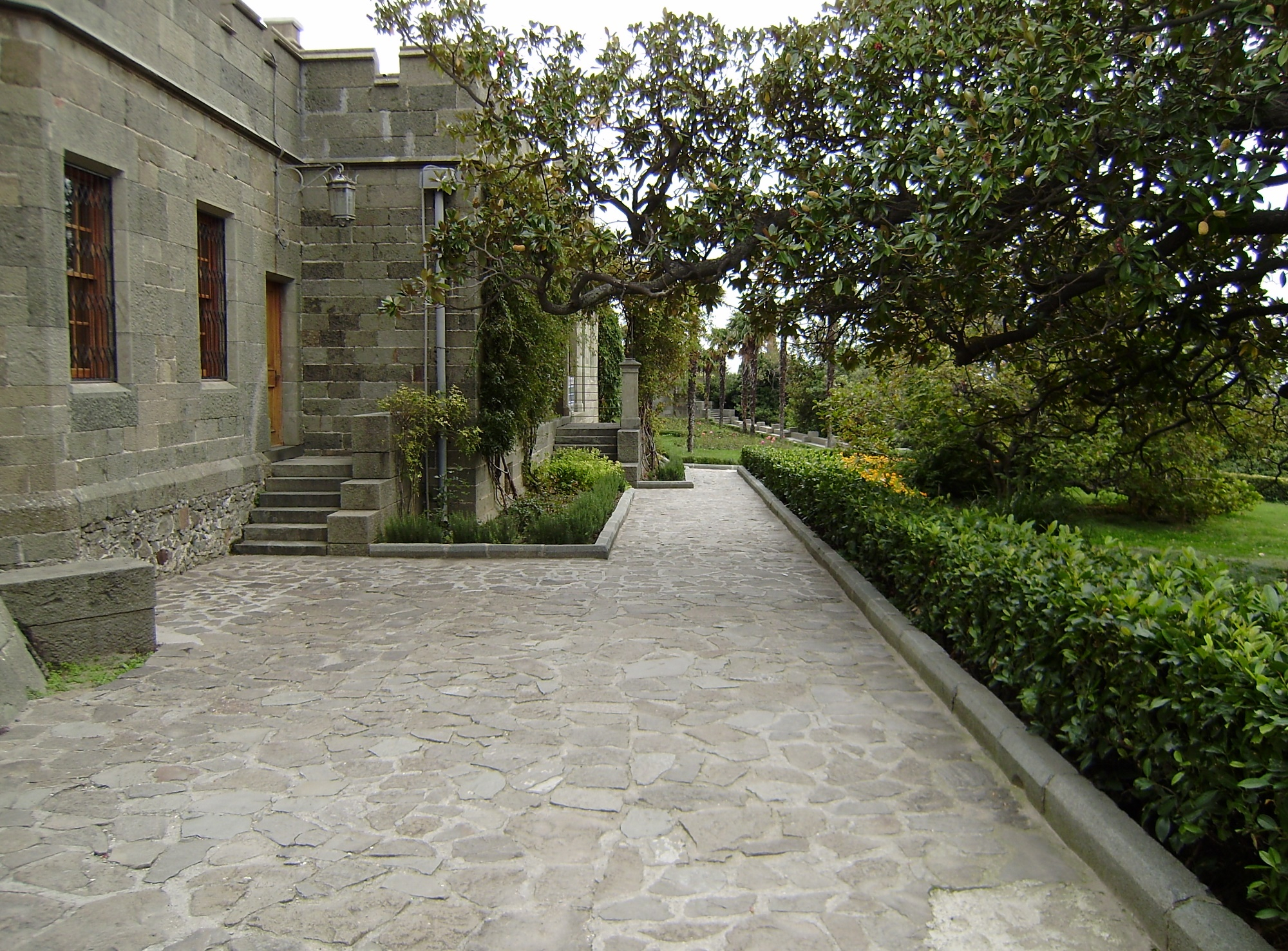
Palatul Voronțov de lângă Alupka, unde a fost filmată scena descoperirii cadavrului lui Rogers

Au existat mai multe incidente grave în timpul filmărilor. În una din ultimele scene, cea a sinuciderii Verei, Tatiana Drubici a fost aproape să moară pe platou din neglijența echipei de producție. Astfel, echipa a folosit un dispozitiv special pentru a o atârna pe actriță de tavan în momentul spânzurării. După încheierea filmării, membrii echipei au plecat, iar Drubici a rămas atârnată de tavan și a început să se sufoce; din fericire, fiica ei de doi ani, Anna, pe care actrița a adus-o la filmări, a văzut-o că se sufocă și a început să țipe, alertându-i pe ceilalți, care au salvat-o. Actrița nu a mai fost capabilă să joace în film, așa că a părăsit platoul și s-a întors la filmarea Assei, motiv pentru care cadavrul spânzurat al Verei este arătat parțial atunci când Wargrave intră în cameră, iar una dintre artistele de la machiaj apare în cadru în locul lui Drubici. Această modificare a stat la baza unei gafe: atunci când Vera se spânzură, se observă că personajul (interpretat de Drubici) poartă ciorapi negri groși, în timp ce în scena în care Wargrave intră în cameră și sunt filmate doar picioarele personajului se observă că ea poartă ciorapi subțiri din nailon.
O marionetă a fost folosită în scena în care Wargrave îl împinge pe Armstrong de pe stâncă, în timp ce cadavrul medicului din apă a fost dublat de cascadorul Vasili Budișevski, care l-a dublat și pe Aleksandr Kaidanovski în scena în care Vera îl împușcă pe Lombard. Kaidanovski era cunoscut ca un actor care își realiza singur cascadoriile, dar aici a cerut personal să fie dublat de Budișevski, iar cascadorul a fost cât pe ce să moară în timpul filmărilor după ce a fost prins de un val puternic. În scopul obținerii unei autenticități cât mai mari, acea scenă a fost filmată în timpul unei furtuni, iar, pentru a face față frigului pătrunzător, echipa de filmare i-a oferit vodcă Tatianei Drubici. Scena în care oaspeții îl găsesc mort pe majordomul Rogers a fost filmată în fața intrării în aripa Șuvalov a palatului Voronțov, iar Aleksei Zolotnițki a stat în ploaie aproximativ zece minute înainte de începerea filmărilor pentru a face ca scena descoperirii cadavrului să fie cât mai convingătoare. În acest timp a trecut pe acolo un mic grup de turiști condus de un ghid, iar unul dintre vizitatori a observat cadavrul lui Rogers și a țipat speriat, ceea ce l-a făcut pe Zolotnițki, ud de ploaie și cu capul plin de sânge, să se întoarcă, provocând o panică generală în rândul vizitatorilor.
Sunetul a fost înregistrat de inginerul Iosif Goldman, iar muzica a fost compusă de compozitorul rus Nikolai Korndorf și interpretată de Orchestra Simfonică de Stat a Cinematografiei⁠(en)[traduceți], sub bagheta dirijorului Emin Haciaturian⁠(en)[traduceți] (nepotul compozitorului și dirijorului armean Aram Haciaturian). Redactorul muzical al filmului a fost Elena Vituhina. Montajul peliculei a fost realizat de Valentina Oleinik. Filmul are două serii. Lungimea peliculei este de 1.942 de metri (prima serie) și 1.806 metri (a doua serie).

## Lansare
Filmul sovietic Zece negri mititei a avut premiera în octombrie 1987, în cadrul Festivalului Alternativ de Film de la Odesa, prima ediție a festivalului de film, care a fost fondat de Stanislav Govoruhin și a fost redenumit în anul următor „Ducele de Aur” (în rusă Золотой Дюк). După premieră, filmul a fost lansat oficial în Uniunea Sovietică la sfârșitul anului 1987, fiind vizionat în câteva cinematografe sovietice începând din 28 decembrie 1987. O lansare generală a avut loc la Kiev o lună mai târziu, la 31 ianuarie 1988. Filmul a fost difuzat în premieră la televiziune la 1 martie 1988.
Zece negri mititei a atras interesul publicului cinefil din Uniunea Sovietică, în ciuda recenziilor negative ale criticilor. Au fost vândute, potrivit datelor oficiale, 33.200.000 de bilete de cinema în URSS, în timp ce unele estimări ulterioare indică faptul că filmul a fost vizionat de aproximativ 50 de milioane de spectatori. Ecranizarea Zece negri mititei a lui Stanislav Govoruhin este considerată astăzi primul thriller din istoria cinematografiei sovietice. Succesul pe piața internă a contribuit la distribuirea filmului și în alte țări socialiste precum Republica Socialistă România (30 ianuarie 1989) și Republica Democrată Germană (24 martie 1989). Cu toate acestea, filmul nu a fost distribuit în țările occidentale, iar acest fapt ar putea fi explicat prin lipsa permisiunii pentru adaptarea cinematografică a cărții, sovieticii având o activitate bogată de ecranizare a operelor literare occidentale prin încălcarea drepturilor de autor, și prin lansarea în anul 1989 a unei noi ecranizări britanice.
Premiera filmului în România a fost anunțată în 4 ianuarie 1989 de ziarul România liberă și în 12 ianuarie 1989 de ziarul Informația Bucureștiului și a avut loc în 30 ianuarie 1989; filmul, care a fost considerat „o pledoarie pentru echitate, cinste și adevăr” (în Buletinul informativ al Centralei Româniafilm), a rulat în perioada următoare în unele cinematografe bucureștene precum Festival (ianuarie–februarie 1989), Feroviar (februarie 1989), Volga (februarie 1989), Lira (februarie 1989), Sala Mică a Palatului (februarie–martie 1989), Grivița (februarie–martie 1989), Victoria (martie 1989), Cultural (martie 1989), Studio și Cosmos (aprilie 1989), Union (aprilie 1989), Ferentari (aprilie 1989), Miorița (mai 1989), Arta (iulie 1989), Popular (iulie 1989), Cotroceni (noiembrie 1989) ș.a., dar și în unele cinematografe din alte orașe (de exemplu, la Iași, Sibiu, Târgu Mureș, Suceava, Sfântu Gheorghe, Zalău, Pașcani, Sovata, Rădăuți, Reghin, Câmpulung Moldovenesc, Covasna, Sighișoara, Miercurea Ciuc, Craiova, Galați și Timișoara), inclusiv până în august 1992, ca urmare a faptului că a avut un mare succes. Zece negri mititei a fost difuzat în premieră de Antena 1 în zilele de 19 și 20 noiembrie 1994 (două părți), apoi redifuzat în nopțile de 13/14 februarie 1995 și 11/12 aprilie 1995.
După douăzeci de ani de la apariție, filmul sovietic a fost remasterizat digital și lansat pe DVD în Rusia la 19 februarie 2009, iar apoi în Germania la 8 septembrie 2015.

## Recepție

### Reproșuri contemporane
Ecranizarea cunoscutului roman al Agathei Christie nu a obținut succesul pe care l-au urmărit realizatorii. Criticii sovietici ai vremii au fost nedumeriți, neînțelegând motivul realizării acestui film în contextul glasnostului, când televiziunea națională prezenta zilnic crimele săvârșite în epoca lui Stalin. După opinia lor, crimele multiple petrecute într-un spațiu îndepărtat nu puteau concura cu crimele reale, oribile și mai misterioase, a milioane de cetățeni sovietici, ce erau dezvăluite abia acum publicului. Criticii s-au plâns în cea mai mare parte de „profanitatea” filmului, reproșându-i că are un scop pur comercial și că nu se ridică, din acest motiv, la standardele artistice ale vremii. Această reacție ostilă este explicată de Maria Bezruk prin faptul că realizarea unui film cu scop pur de divertisment într-o vreme când cinematografia sovietică producea în special filme cu tematică socială și filme de artă nu era ceva obișnuit.
Acțiunea filmului respectă destul de fidel intriga romanului Agathei Christie, păstrând finalul original, în care toate personajele mor, ceea ce i-a surprins pe unii critici. Recenziile criticilor au evidențiat că atmosfera este recreată într-un mod tipic filmelor britanice: un decor mohorât (o stâncă masivă, lovită de valuri și de ploi, sub un cer cu nori cenușii), o umezeală permanentă, mișcări violente rapide, surprinse în anumite detalii înfricoșătoare (mănușa neagră de pe mâna ucigașului, tremurul ușor al unei uși). Stilul de joc este profesionist, cu toate că „pronunția numelor englezești sună ridicol”, ieșind în evidență interpretarea memorabilă a Tatianei Drubici prin inocularea unui amestec de neliniște și remușcare guvernantei Vera Claythorne, asemănătoare prin modul de transmitere a emoțiilor cu cele din filmele Assa și Călugărul negru. Unii critici de film precum Eugenia Vodă au evidențiat, de altfel, existența unui „filon dostoievskian” în succesiunea de crime (personajele sunt chinuite de remușcări ascunse, deși susțin într-un mod reflex că nu sunt vinovate deoarece și-au făcut doar datoria sau că a fost un accident).
Criticii ruși și americani au constatat totuși că, în ciuda recreării elegante a mediului social britanic și a distribuției de prim rang, ecranizarea sovietică a romanului Agathei Christie este „realizată inert, fără energie și inspirație”, deoarece regizorul se limitează să redea fidel intriga romanului. Din acest motiv, filmul sovietic Zece negri mititei era practic necunoscut în Occident la începutul anilor 2000. Filmul a fost postat ulterior pe unele platforme video online, iar unii critici occidentali, care au vizionat filmul, au continuat să perpetueze aceeași perspectivă potrivnică. Astfel, într-o cronică publicată în 2015 în revista online Film Threat, criticul american Phil Hall a lăudat fidelitatea scenariului față de opera literară de inspirație și preocuparea cineastului sovietic pentru reconstituirea atmosferei sumbre a romanului Agathei Christie prin imagine și muzică, dar a criticat reacțiile prea calme și uneori chiar indiferente ale actorilor la acuzarea în masă și uciderea pe rând a personajelor, ritmul inconsecvent al acțiunii și diluarea forței de impact a misterului prin prezentarea vinovatului înainte de sinuciderea Verei Claythorne. Opinia lui Hall este că „«Zece negri mitititei» pendulează între secvențe zguduitoare și tulburătoare – mai ales scenele de flashback când personajul Vera Claythorne își amintește modul în care a permis unui băiat aflat în grija ei să se înece în ocean – și segmente stagnante de comportament robotic care sunt puse în scenă într-o manieră ciudat de teatrală. Această schimbare de stil și substanță creează o senzație curioasă – privitorul dorește ca filmul să rămână în mediul său sumbru și dezagreabil, dar Govoruhin nu este capabil în niciun moment să mențină nivelul de suspans și de răutate pe care l-a urmărit Agatha Christie.”, ceea ce-l conduce pe critic la concluzia că „«Zece negri mitititei» este o curiozitate interesantă. Dar, cu excepția cazului în care cineva manifestă o pasiune profundă pentru tot ce are legătură cu Agatha Christie, nu este un film care merită să fie căutat.”.

### Reevaluarea filmului
În ciuda obiecțiilor unor critici, fanii Agathei Christie au apreciat însă această ecranizare ca urmare a faptului că respectă cu fidelitate intriga romanului original și redă sfârșitul sumbru al cărții și nu sfârșitul adaptării teatrale realizate de Agatha Christie, care permite supraviețuirea a două personaje, în timp ce publicul general ar putea să fie mai puțin mulțumit din moment ce ritmul filmului este în porțiunea sa de început mai lent decât ar trebui să fie. În opinia istoricului britanic Mark Aldridge, lector de film și televiziune la Universitatea Solent din Southampton și specialist în universul literar al Agathei Christie, filmul reușește să înfățișeze convingător starea de neliniște a fiecărui personaj și situația aparent fără scăpare în care se află prin folosirea unor flashback-uri monocrome ce dramatizează unele momente din trecut (precum amintirile Verei) și a unor combinații de culoare și alb-negru și a prim-planurilor stilizate în momentele din prezent, precum și printr-o muzică cu tonalități sumbre, care devine puțin melodramatică în momentele cele mai dramatice. Un adaos care nu era necesar este transformarea scenei aproape inevitabile de sex dintre Lombard și Vera într-o scenă de viol. Ca o concluzie, Aldridge consideră că filmul sovietic Zece negri mititei este probabil cea mai cunoscută adaptare rusească a unei opere a scriitoarei supranumite „Regina Crimei”.
Criticul de film croat Hrvoje Milaković a descris această adaptare sovietică drept „prima și – până în 2015 – singura adaptare adevărată” a romanului, remarcând activitatea scenaristică și regizorală a lui Govoruhin, care „a arătat nu numai o cunoaștere magistrală a întregului text al Agathei Christie, ci și o înțelegere profundă a acestuia, pe care nu l-am mai întâlnit până acum și nici de atunci”, precum și „interpretările actoricești remarcabile și realizarea tehnică solidă”. Aspectele principale care l-au impresionat pe critic sunt reconstituirea fidelă a atmosferei sumbre a romanului, impresia că scenele filmului au fost filmate în același loc prin folosirea unui montaj profesionist, crearea impresiei psihologice de claustrare într-un spațiu izolat și închis prin folosirea unor unghiuri înguste de filmare și prin filmarea la lumina naturală a spațiilor exterioare și interioare în niște zile ploioase, evidențierea emoțiilor personajelor prin intermediul mișcărilor de cameră și interpretările credibile ale unor actori ca Tatiana Drubici, Vladimir Zeldin, Liudmila Maksakova și Aleksandr Kaidanovski. În opinia lui Milaković, ecranizarea lui Govoruhin reprezintă „o capodoperă incontestabilă și cea mai consistentă adaptare a uneia dintre cele mai bune povestiri polițiste scrise vreodata”, ce a transferat „cu măiestrie pe ecran” atmosfera operei literare de inspirație și a devenit comparabilă din acest punct de vedere cu serialul britanic Sherlock Holmes cu Jeremy Brett. La rândul său, criticul de film german Oliver Armknecht a considerat într-o recenzie publicată pe un site independent că ecranizarea rusă a romanului se remarcă printr-o atmosferă sumbră și un nivel de tensiune convingător și a susținut că ea este „singura adaptare fidelă a operei clasice Zece negri mititei și, chiar și numai din acest motiv, merită vizionată de fiecare fan al filmelor polițiste”.
Enciclopedia cinematografică germană Lexikon des internationalen Films descrie astfel acest film: „Un străin invită zece oameni pe o insulă izolată pentru o distracție de weekend, îi acuză de crimă și își încheie conturile cu ei într-un mod extrem de individual și de crud, după modelul poeziei de grădiniță «Zece negri mititei». Un film polițist captivant, precis din punct de vedere al atmosferei, după romanul polițist «clasic» al Agathei Christie, care a reunit numeroși actori de film populari în URSS la acea vreme.”.

## Galerie

### Locuri de filmare

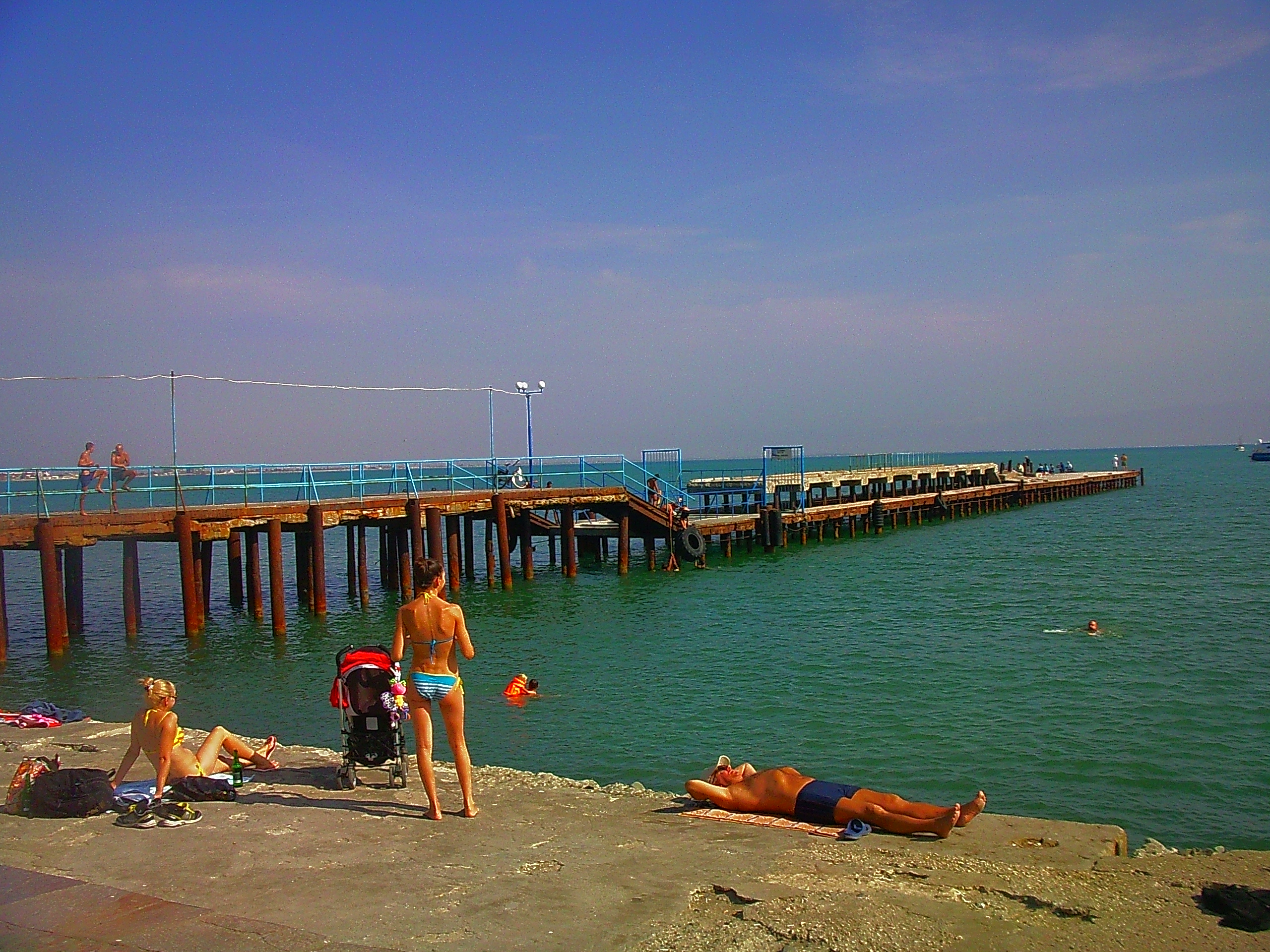
Cheiul Tereșkova din Evpatoria
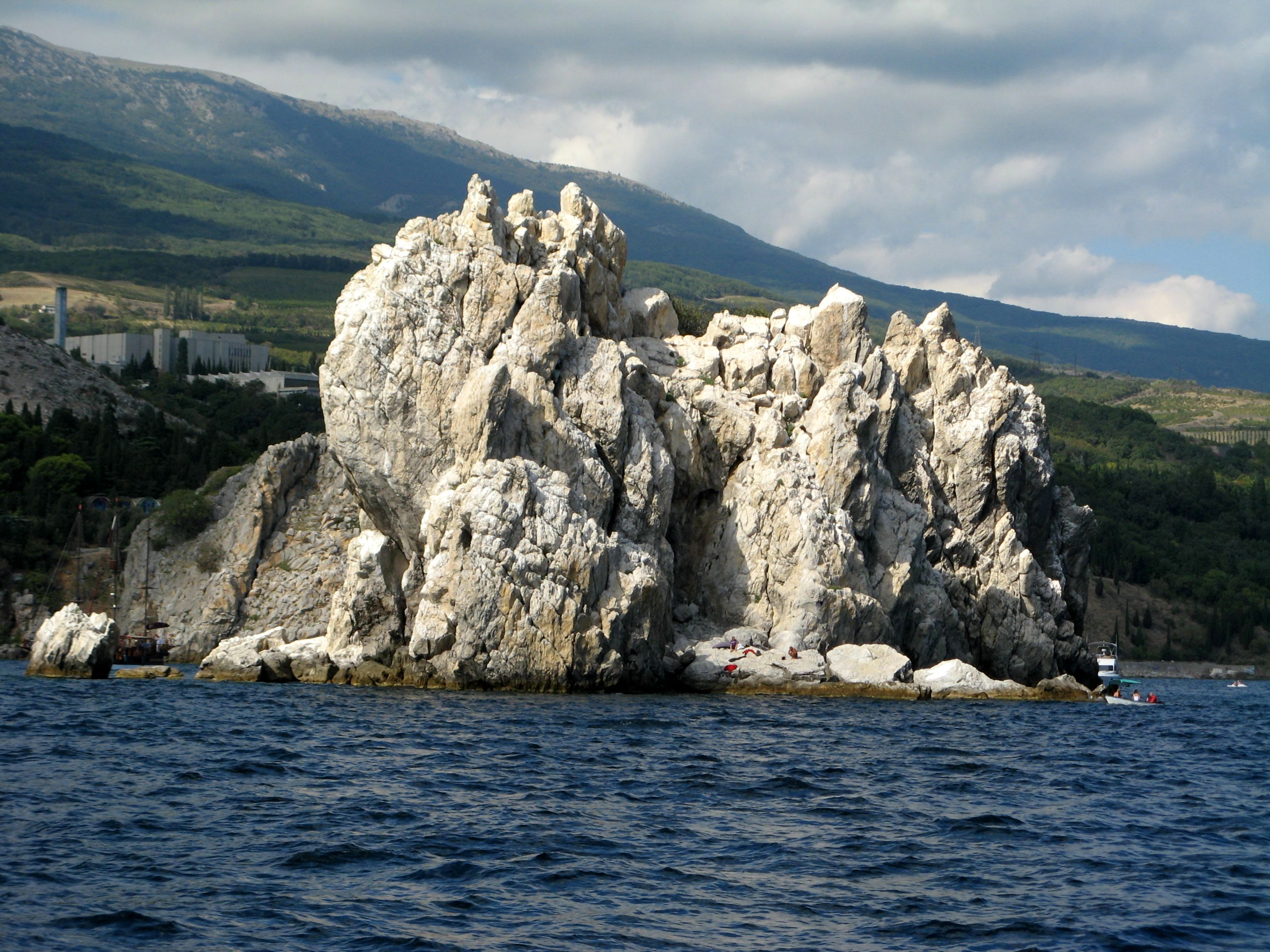
Stânca Adalari de la Gurzuf
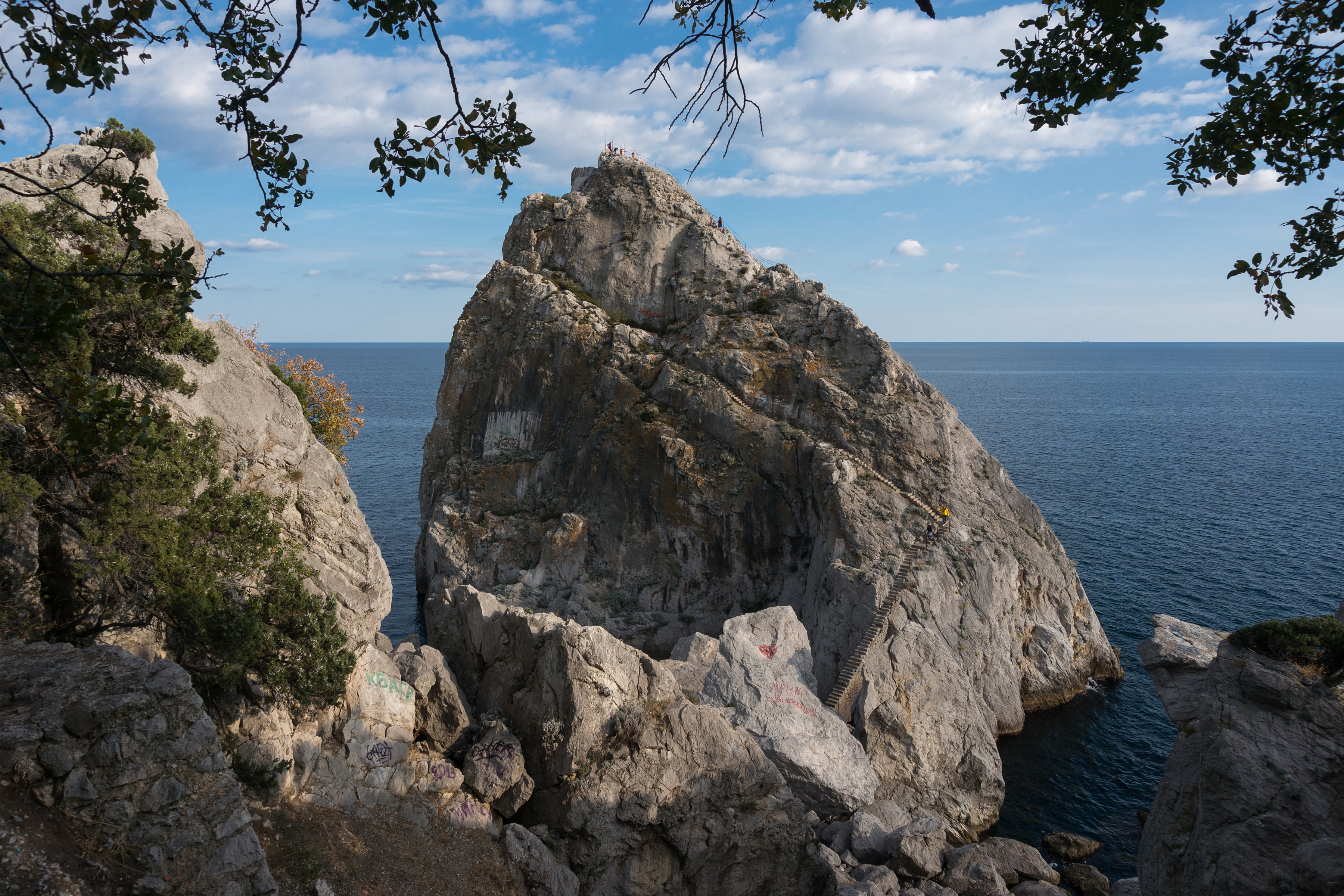
Stânca Diva
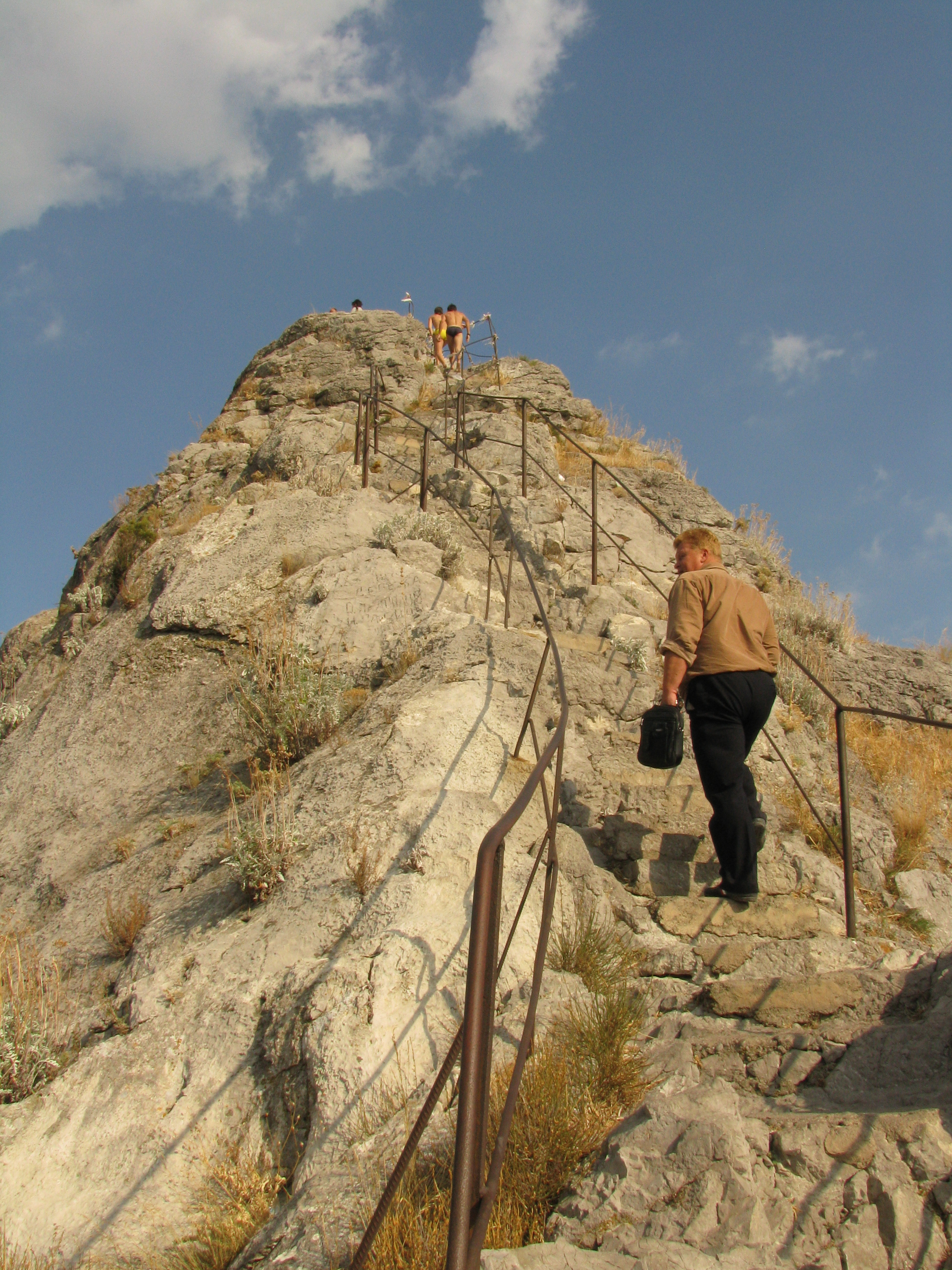
Treptele de piatră de pe Stânca Diva
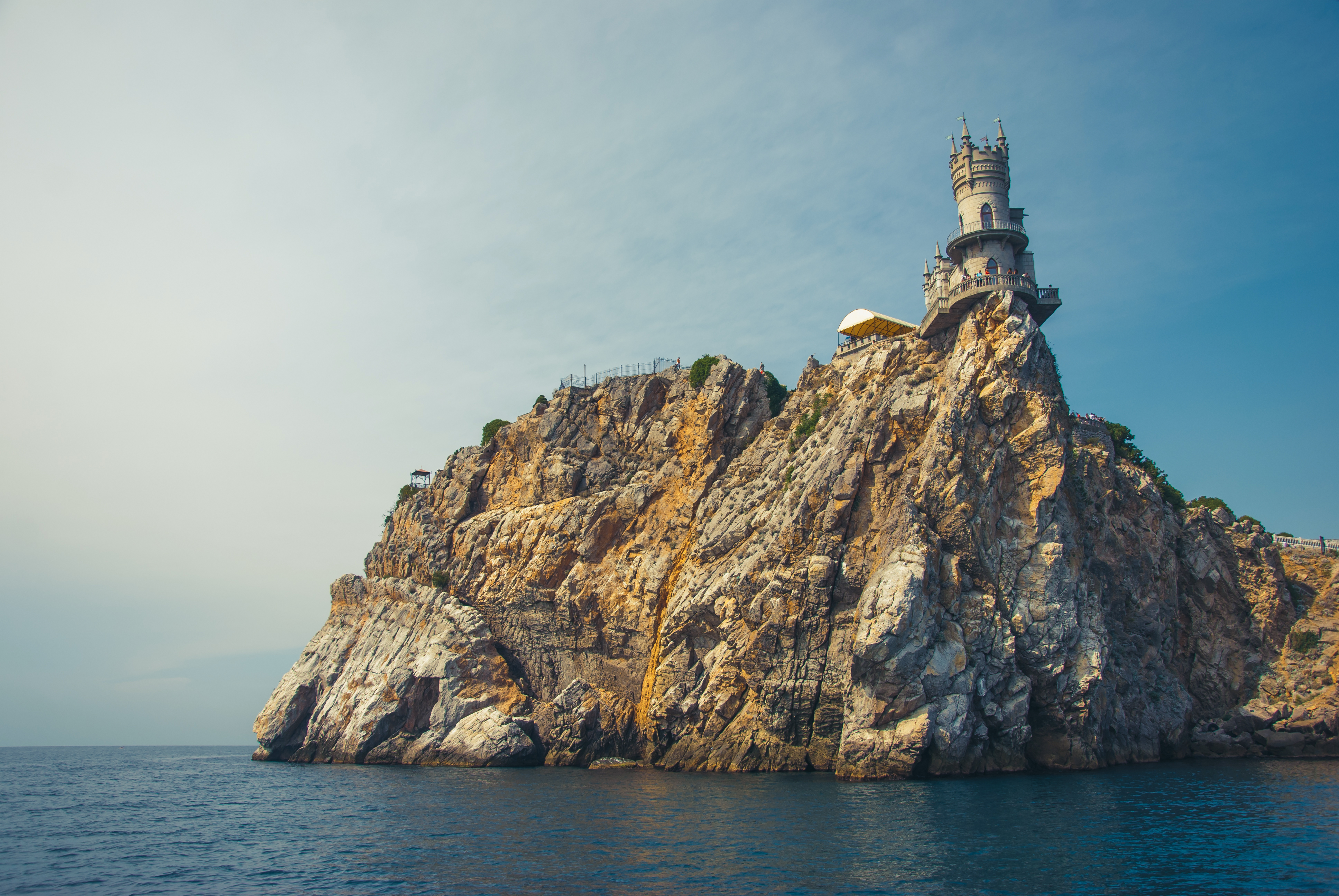
Cuibul Rândunicii
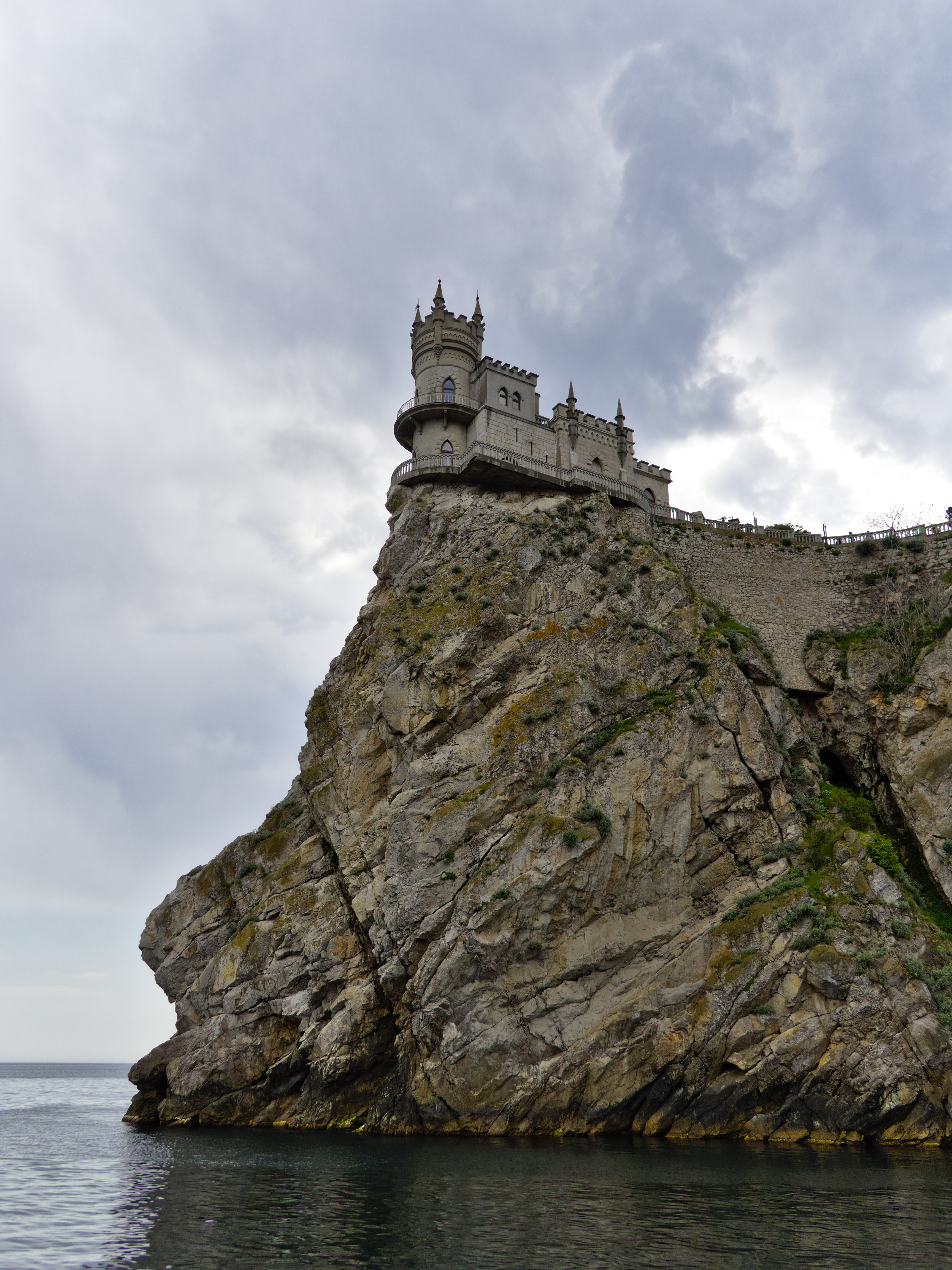
Cuibul Rândunicii
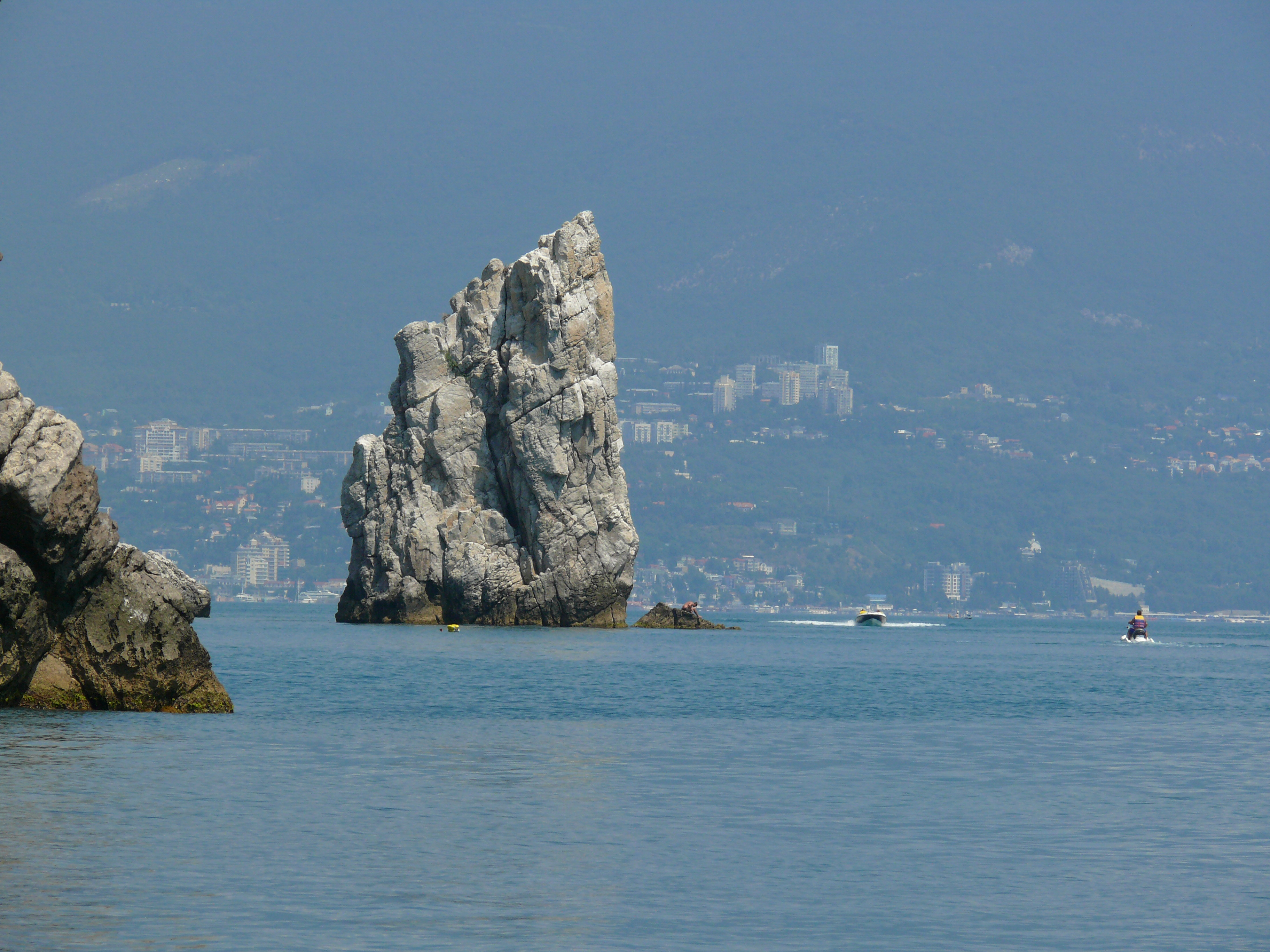
Stânca Parus de la Gaspra
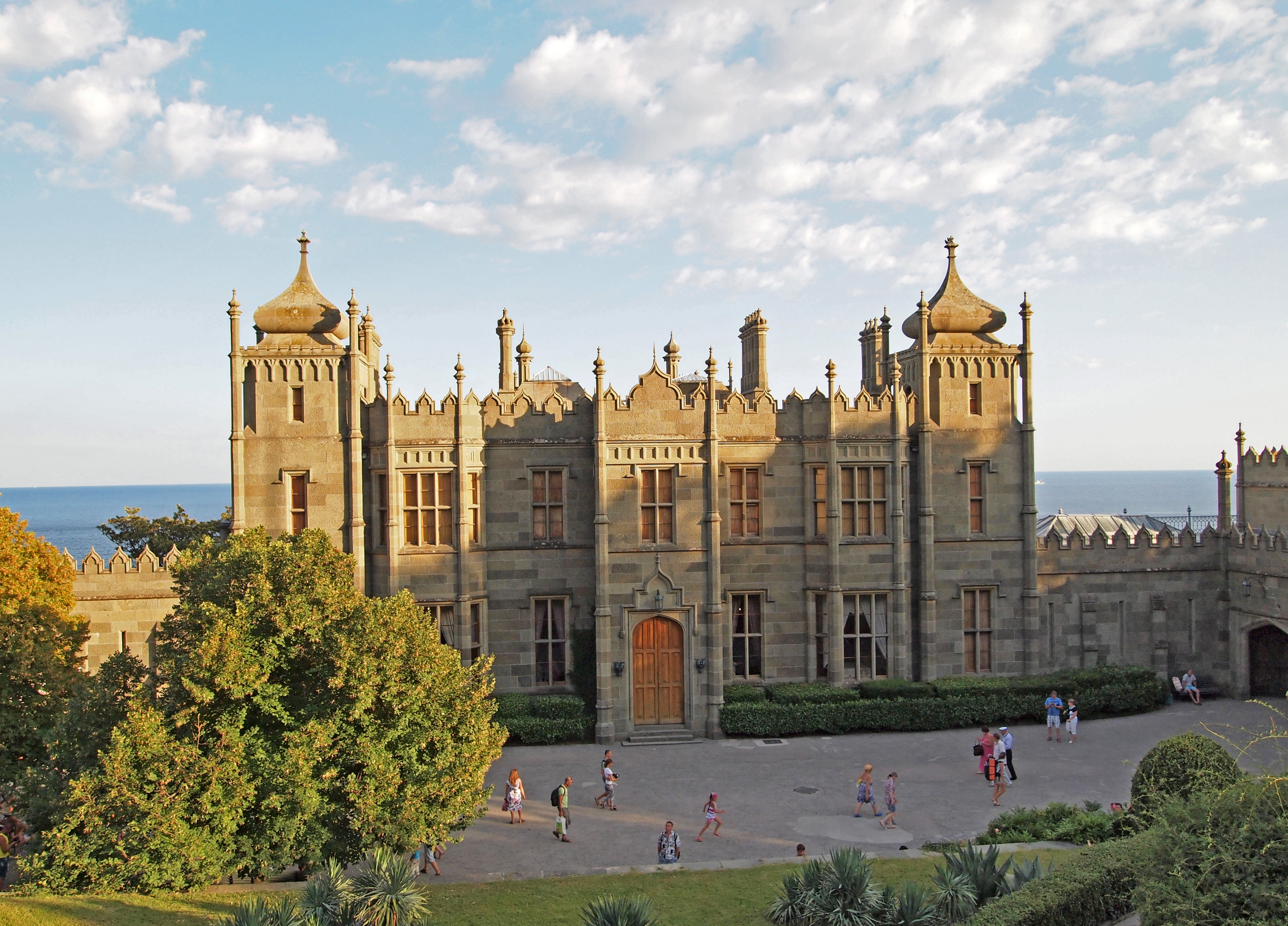
Palatul Voronțov de lângă Alupka
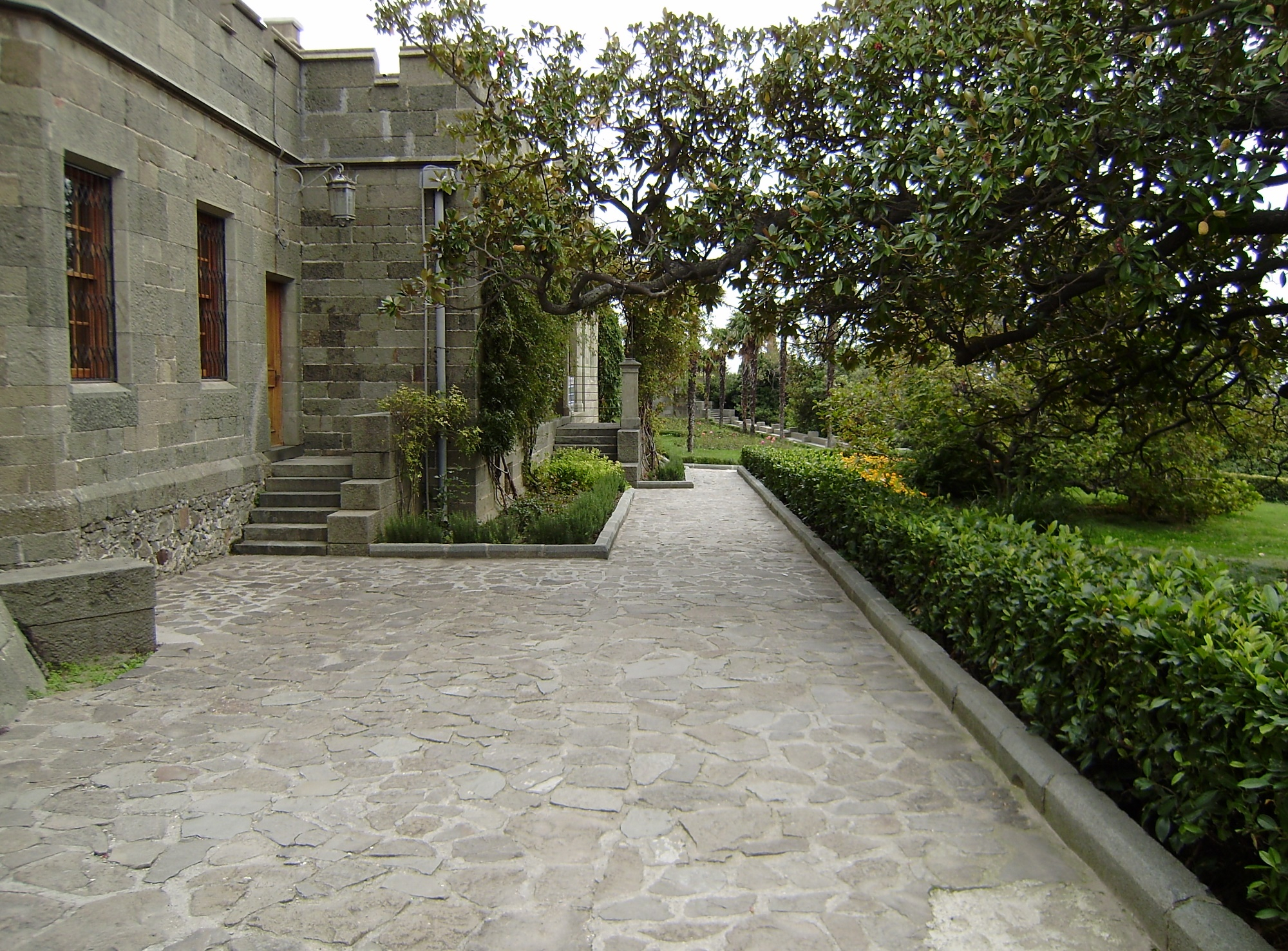
Aripa Șuvalov a Palatului Voronțov
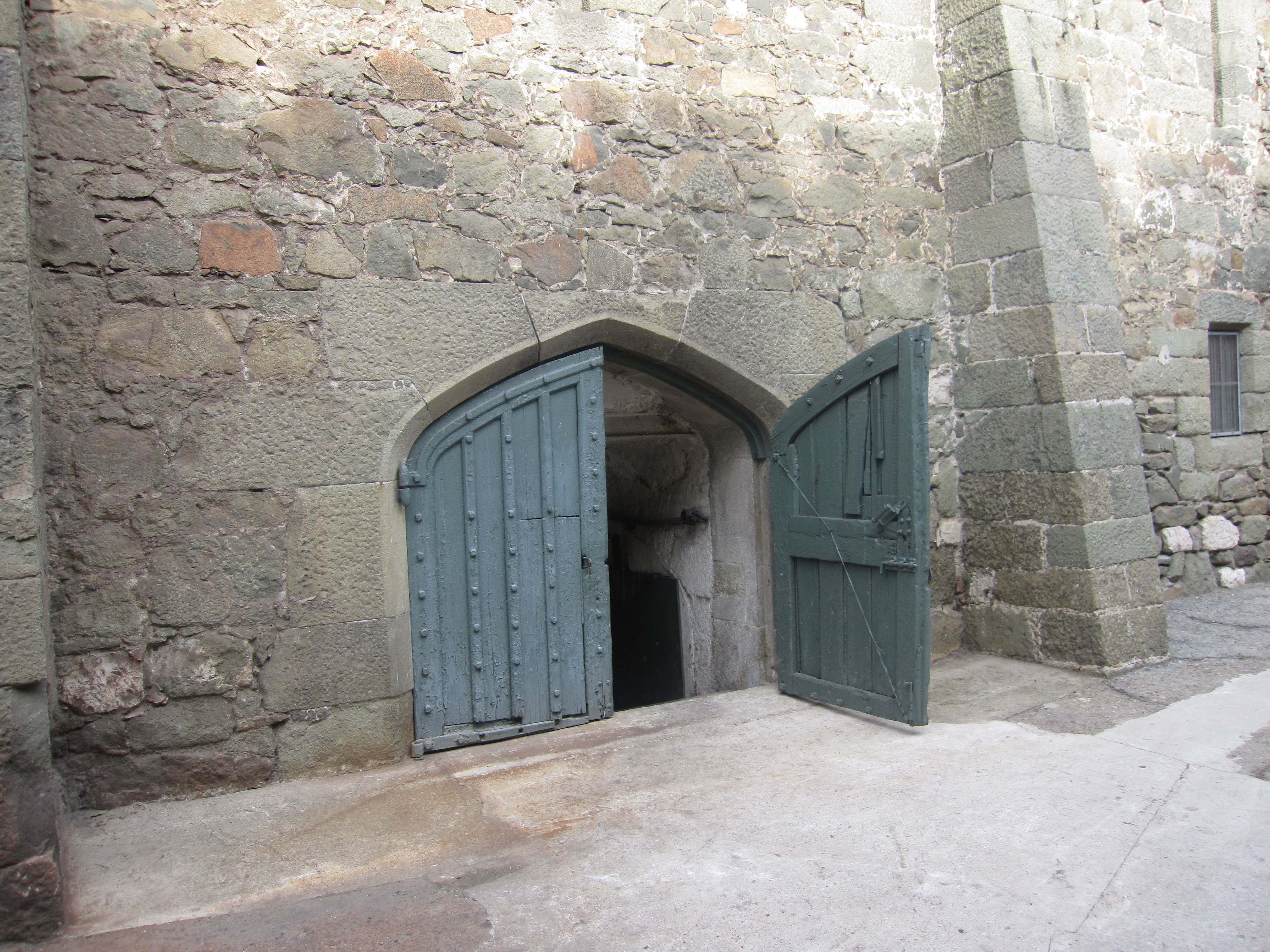
Aripa Șuvalov a Palatului Voronțov